# Thief (gra komputerowa 2014)
Thief – gra komputerowa z gatunku skradanek wyprodukowana przez firmę Eidos Montreal i wydana przez Square Enix 25 lutego 2014 roku. Gra jest czwartą częścią serii Thief i jest tzw. rebootem – nie kontynuuje wydarzeń z poprzedniej odsłony, ale opowiada historię na nowo.
Gracz wciela się w Garretta, mistrza złodziei, okradającego bogatych mieszkańców miasta. Podobnie jak w poprzednich grach z serii, bohater musi działać w ukryciu aby osiągnąć swoje cele, ograniczając do minimum używanie przemocy.

## Fabuła
Akcja gry toczy się w świecie inspirowanym stylistyką steampunku i epoki wiktoriańskiej, świecie rewolucji technicznej. Mistrz złodziei, Garrett, po długiej nieobecności powraca do miasta znanego z poprzednich części serii. Na miejscu okazuje się, że władzę przejął okrutny władca zwany Baronem. Dodatkowo w mieście szaleje zaraza. Przy tym bogaci mieszkańcy żyją w izolacji, a biedni organizują się w grupy w celu obalenia tyrana. Główny bohater planuje wykorzystać zamieszanie dla własnych celów.